# Saint-Vincent-de-Tyrosse
Saint-Vincent-de-Tyrosse là một xã trong tỉnh Landes, thuộc vùng hành chính Nouvelle-Aquitaine của nước Pháp, có dân số là 5.360 người (thời điểm 1999).